# Pohowaitai Island
Pohowaitai Island ist eine Insel vor Stewart Island in der Region Southland im Süden der Südinsel von Neuseeland.

## Geographie
Pohowaitai Island befindet sich westlich der Südwestspitze von Stewart Island und im mittleren Teil einer der fünf Inselgruppen der Titi/Muttonbird Islands, die im Südwesten von Stewart Island liegt. Die Insel liegt ungefähr 10 km westlich der Küste von Stewart Island und umfasst eine Fläche von rund 32,2 Hektar. Dabei weist die Insel eine Länge von rund 875 m in Nord-Süd-Richtung auf und kommt auf eine maximale Breite von rund 665 m in Ost-West-Richtung. Die höchste Erhebung befindet sich mit 103 m im nördlichen Teil der Insel.
Die bis zu 90 m hohe Nachbarinsel Tamaitemioka Island befindet sich in nordnordöstlicher Richtung nur durch einen rund 30 m breiten Spalt von Pohowaitai Island entfernt. Die Putauhina Nuggets sind ab einer Entfernung von rund 1,5 km in ostsüdöstlicher Richtung zu finden und reihen sich über rund 2,7 km in ostnordöstlicher Richtung aneinander. An ihrem Ende liegt Putauhina Island, rund 3,5 km ostnordöstlich von Pohowaitai Island.

## Einwohner
Während der in Neuseeland genannten muttonbirding season leben auf der Insel ca. 11 Māori-Familien. Ihnen ist es in den Monaten März bis Mai jeden Jahres erlaubt die Muttonbirds zu jagen. Außerhalb dieser Zeit ist die Insel unbewohnt.